# Kix (band)
Kix is een Amerikaanse hardrockband uit Hagerstown (Maryland), die werd opgericht in 1977 onder de naam The Shooze. De naam werd veranderd in Kix in 1980 na verschillende wijzigingen in de bezetting. Na een hereniging in 2003 bestaat de band nog steeds.

## Bezetting
Huidige bezetting
- Steve Whiteman (zang)
- Ronnie '10/10' Younkins (gitaar, tot 1982, sinds 1983)
- Brian 'Damage' Forsythe (gitaar, 1980–1993, sinds 2003)
- Mark Schenker (basgitaar, sinds 2003)
- Jimmy 'Chocolate' Chalfant (drums)

Voormalige leden
- Brad Divens (gitaar, 1982–1983)
- Jimi K. Bones (gitaar, 1988–1992, 1993–1995)
- Andrew 'Danger' Johnson (gitaar, 1995)
- Donnie Purnell (basgitaar, tot 1995)

## Geschiedenis
In december 1977 richtten Ronnie "10/10" Younkins (gitaar) en Donnie Purnell (bas) de band The Shooze op. Ze speelden met muzikanten uit Pittsburgh, Pennsylvania. Omdat ze te ver weg woonden, voegde de lokale gitarist Brian 'Damage' Forsythe zich bij de band. Donnie Spence speelde de drums. Steve Whiteman kwam al snel bij de band. De band nodigde hem uit nadat ze hem met zijn soloband hadden zien spelen. Hij zou om de beurt moeten spelen met Donnie Spence als drummer en ze zouden allebei moeten zingen. Hiervoor verhuisde Steve Whiteman naar Hagerstown. In 1979 werd Donnie Spence vervangen door Donnie Purnells oude bandcollega Jimmy 'Chocolate' Chalfant. Eerst veranderde de band haar naam in The Generators, omdat de naam The Shooze al bestond. De band nam vervolgens hun debuutalbum Kix op in 1980 bij Atlantic Records, die in 1981 werd uitgebracht. Een jaar later verliet Ronnie Younkins de band vanwege drugsproblemen en werd vervangen door Brad Divens. Hij keerde echter al na een jaar terug. In 1983 bracht de band hun album Cool Kids uit, dat voor het eerst op #177 stond in de Billboard-hitlijsten. Na het volgende album Midnite Dynamite ging het op een grote tournee met Aerosmith. In 1988 verergerde het drugsprobleem van Ronnie Younkin, maar hij kickte met succes af. Met het vervolgalbum Blow My Fuse steeg Kix enorm in aanzien. Er werden 850.000 exemplaren verkocht, wat ook te danken was aan de single Don't Close Your Eyes en het totale aantal live-optredens bereikte de grens van 1.000. In 1991 verscheen de band vervolgens in The Marquee in New York. In 1993 verliet Brian Forsythe de band echter. De tijd bij Atlantic Records was ook voorbij. Na het album $how Bu$ine$$ en wat ruzies, ging de band uit elkaar. In 2003 ging ze echter weer op tournee. Van de originele bezetting was iedereen aanwezig, behalve Donnie Purnell. Deze werd vervangen door Mark Schenker.
Bijna 20 jaar na het uitbrengen van $how Bu$ine$$ werd hun comeback-album Rock Your Face Off uitgebracht in 2014. In 2015 meldde Forsythe, die zelf leed aan heroïne- en alcoholverslaving, dat Ronnie Younkins opnieuw ongeveer 2 maanden in een afkickkliniek was. Hij deed daar een opfriscursus omdat hij een terugval van alcohol had. Er staan echter verdere activiteiten van de band op de planning.

### Stijl
Matthias Herr beschrijft de stijl als een mix van AC/DC, Mötley Crüe en Kiss. De encyclopedie Rock Hard wijkt slechts licht af met zijn vergelijkingsbands: AC/DC, Mötley Crüe en Ratt. Keer op keer wordt AC/DC als vergelijking gebruikt, waarbij Georg Loegler in Break Out benadrukte dat nasale zang- en balladvaardigheden doorslaggevende voordelen zijn van Kix in vergelijking met AC/DC. In de Music Express worden de variabele stem van Whiteman en het bredere muzikale spectrum ook genoemd als onderscheidende kenmerken met betrekking tot Hot Wire. Twee jaar later bekritiseerde de recensie van het live-album het ontbreken van deze onderscheidende kenmerken. In het boek Kerrang! The Direktory of Heavy Metal van Neil Jeffries vergeleek hij de muziek van Kix met die van AC/DC, terwijl de zang cartoonachtig was. Volgens Tony Jasper en Derek Oliver in The International Encyclopedia of Hard Rock and Heavy Metal speelt de band agressieve rock op basis van Atomic Bomb en Cool Kids, vergelijkbaar met de muziek van Riot en Kiss. Volgens Martin Popoff in zijn boek The Collector’s Guide of Heavy Metal Volume 2: The Eighties, speelt de band op hun titelloze album Metal, dat behoorlijk agressief was voor 1981. Daarnaast straalt de band een houding uit die vergelijkbaar is met die van Kiss of Cheap Trick. Daarnaast is het album veel agressiever dan de opvolger Cool Kids. Hij noemde het album Kiddie Metal. Het is minder metalachtig dan de voorganger, je oriënteert je meer op rock-'n-roll, die je ook voor de ouders kunt spelen zonder aanstoot te geven. Midnite Dynamite slaagt erin een brug te slaan tussen Kiss en Helix. Er is hardrock te horen, die langzaam, dom is en zich bewust is van zijn kans. Popoff beschreef de muziek als mainstream, hoewel de muziek ongeveer vijf jaar terug in ontwikkeling was. Blow My Fuse is party metal en agressiever dan de meeste melodieuze hardrockbands. De muziek is eenvoudig, effectief en to the point, waarbij invloeden van AC/DC en L.A. Guns hoorbaar zijn. De zang is vergelijkbaar met die van Helix en Metal Church. In The Collector’s Guide of Heavy Metal Volume 3: The Nineties beschreef Popoff de muziek op Hot Wire als bluesmetal, die werd beïnvloed door AC/DC. Bovendien zijn er geen melodieuze verrassingen meer. De nummers op Live zouden volgens Popoff ook rechtstreeks uit Powerage kunnen komen, waarbij de muziek klinkt als helix met harmonieën. Invloeden van bluesrock, glamrock en popmuziek zijn te horen op $how Bu$ine$$, waarbij de nummers klinken als perfecte kopieën van AC/DC. Daarnaast is er weer partymetal, dat klinkt als eersteklas Aerosmith. Volgens Charly Rinne van Metal Hammer lijkt de muziek op Midnite Dynamite erg op die van Ratt, maar Kix zou er nooit dichtbij komen. Volgens Oliver Klemm van Metal Hammer heeft de band op Blow My Fuse grotendeels geen identiteit of ideeën, hoewel de band vaak doet denken aan AC/DC. Volgens Jörg Staude is de vergelijking van Metal Hammer naar AC/DC ook duidelijk op Hot Wire, waarbij Kix zelden in gecompliceerde songstructuren valt. Volgens Staude is muziek te horen op $how Bu$ine$$, dat kan worden beschreven met partymetal op een gemiddeld AC/DC-niveau, maar nooit helemaal de klasse bereikt van degenen die hierboven zijn genoemd. De enige copywriter van de eerste fase was Donnie Purnell, dus inhoud wordt zo nu en dan herhaald (elektriciteit en explosies komen vaak voor) of gewoon favoriete woorden (Cool Kids, Cold Shower, Cold Blood, Cold Chills). Younkins legde destijds uit, dat men politieke uitspraken wilde vermijden, het plezier stond op de voorgrond.

## Discografie

### Singles
- 1983: Body Talk
- 1985: Midnite Dynamite
- 1985: Cold Shower
- 1989:	Don't Close Your Eyes
- 1989: Get It While It's Hot
- 1989: Cold Blood
- 1989: Blow My Fuse
- 1991: Girl Money

### Albums
- 1981: Kix
- 1983:	Cool Kids
- 1985: Midnite Dynamite
- 1988:	Blow My Fuse
- 1989: Blow My Fuse: The Videos (Videosammlung)
- 1991:	Hot Wire
- 1993: Live
- 1995: $how Bu$ine$$
- 2002: The Essentials
- 2004: Thunderground
- 2006: Rhino Hi-Five
- 2012: Live In Baltimore
- 2014:	Rock Your Face Off
- 2016: Can't stop the show
- 2020: Midnite dynamite Re-Lit""